# Kloster Werden
Das Kloster Werden (lateinisch Monasterium Werdena vel Abbatia (imperialis) Werdenensis u. ä.), auf alten Karten Werthina, war eine Abtei der Benediktiner in Werden an der Ruhr, heute Essen-Werden. Sie entstand Ende des 8. Jahrhunderts und geht auf den Missionar und Heiligen Liudger zurück, der zugleich Bischof von Münster war. Ab etwa 875 hatte Kloster Werden den Rang eines Königsklosters und ab dem Hochmittelalter den eines Reichsklosters. Um 1100 umfassten die Güter 60 Haupthöfe und 1150 Hufen. Davon lagen mehr als 200 um Werden, 250 am Niederrhein, etwa 150 in den Niederlanden, 200 in den Frieslanden und etwa 800 in Westsachsen. Das Kloster gehörte ab der frühen Neuzeit als Reichsabtei zum Niederrheinisch-Westfälischen Reichskreis. Seit 1653 war der Abt Direktor des Rheinischen Reichsprälatenkollegiums.
1802 wurden Kloster und Reichsabtei aufgehoben, die Stadt fiel an Preußen. 1929 wurde der Landkreis Essen aufgelöst und Werden nach Essen eingemeindet. Seit 1945 ist im ehemaligen Klostergebäude der Hauptsitz der Folkwang Universität der Künste. Die nach der Säkularisation als Pfarrkirche genutzte Abteikirche wurde 1993 zur päpstlichen Basilica minor erhoben. Nach einem Brand im Ostflügel der Abteigebäude im Februar 2008 ist die Schatzkammer wieder zu besichtigen.

## Geschichte

### Die Gründung des Klosters

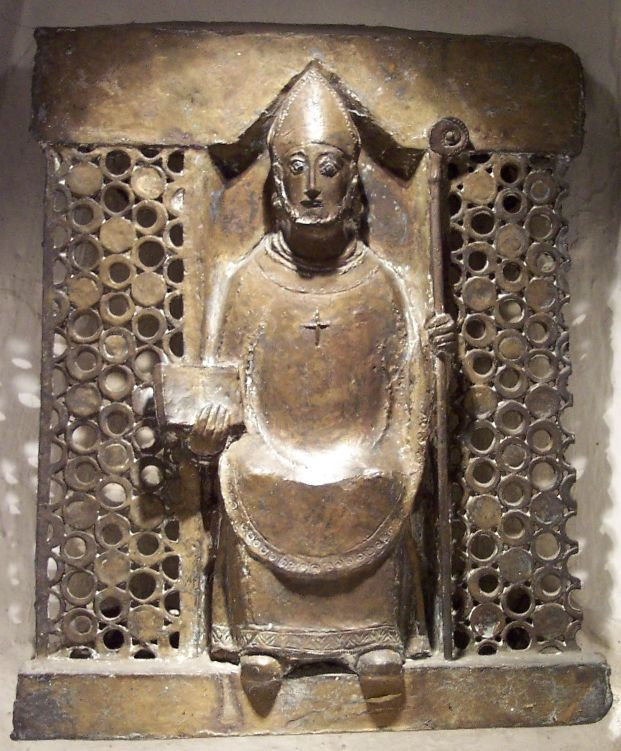
Moderne Bronzeplastik in der Krypta

Die Anfänge Werdens liegen in der Zeit der Wende vom 8. zum 9. Jahrhundert und sind mit der Person des Heiligen und Missionars Liudger († 809) verbunden. Wie seine Vorgänger Winfried Bonifatius und Gregor von Utrecht wirkte der um 742 bei Utrecht geborene Liudger zunächst in Friesland, dann nach der Unterwerfung der Sachsen durch Karl den Großen in Westfalen von Münster aus.
Die Pläne zur Gründung eines Klosters verfolgte Liudger schon länger, möglicherweise seit er 784 Rom und das Kloster Montecassino besucht hatte. Später plante er zunächst eine Klostergründung im heute niederländischen Raum und danach im Rheinland. Zu Beginn des Jahres 796, folgt man der urkundlichen Überlieferung, erschien der Friese Liudger, der erste Bischof von Münster, an der unteren Ruhr, wo er nach umfangreichen Landerwerbungen durch Schenkung, Kauf oder Tausch auf seinem Erbgut 799 ein Kloster gründen konnte: das Kloster Werden. Es existiert eine gefälschte Urkunde, datiert auf den 26. April 802. Darin erteilt Karl der Große das Privileg zur Gründung der Abtei. Diese gefälschte Urkunde erlangte einige Bekanntheit.
Der Ort befindet sich auf dem linken Ufer der Ruhr auf einer dort erweiterten, hochwasserfreien Talsohle, die in ein von Bächen (u. a. Klemensborn) durchzogenes Seitental übergeht. Er liegt damit an einer Übergangsstelle des hier etwa in nord-südlicher Richtung strömenden Flusses. Nach Süden und Osten steigt das umliegende Niederbergische Hügelland bis zu einer Höhe von über 140 Metern über NHN an. Durchlässe ermöglichten hier den Anschluss Werdens an das mittelalterliche Straßensystem der Kölner Straße (Verbindung Nord–Süd), während der Ruhrübergang den Ort mit dem Hellweg (Verbindung West–Ost) verband.
Die Herkunft der Mönche ist nicht sicher bekannt. Aus den ältesten Schriftquellen aus Werden selbst geht nur hervor, dass die Schreiber eine angelsächsische Ausbildung erhalten hatten, was angesichts des Einflusses angelsächsischer Mönche auf dem Kontinent nicht zwangsläufig bedeutet, dass die ersten Mönche auch aus England stammten.

### Liudgeridisches Eigenkloster

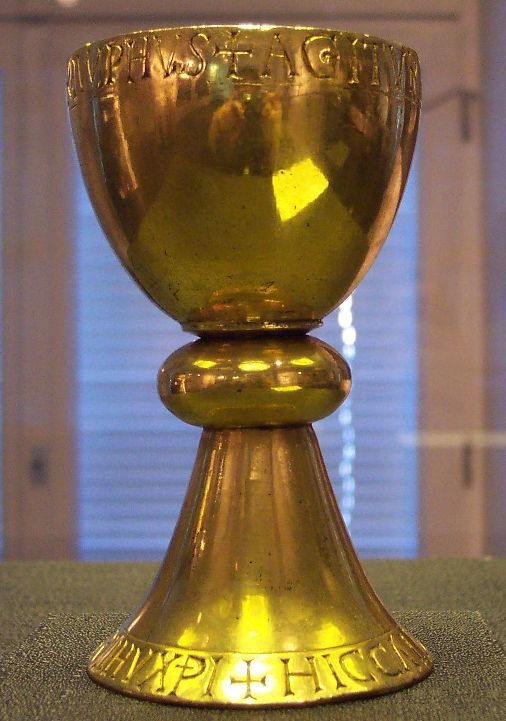
Sogenannter Ludgeruskelch in der Schatzkammer, ca. 1060

Liudger behielt die Leitung des Klosters auch bei, als er in Münster Bischof wurde. Erste Mönche des Domklosters kamen wohl aus Werden.
Die Leitung des so begründeten Werdener Eigenklosters stand nach dem Tod des Gründers (809) der Familie Liudgers zu. Erster Nachfolger wurde sein Bruder Hildegrim I. (809–827). Es folgten die Liudgeriden Gerfried (827–839), Thiatgrim (839–840), Altfried (840–849) und Hildegrim II. (849-886). Durch die Liudgeriden war Werden bis 849 in Personalunion mit den Bischofssitzen von Münster und bis 886 mit Halberstadt verbunden; auch das Zusammengehen von Werden und Helmstedt könnte in diese Zeit fallen. In dieser Zeit bestand die Gefahr, dass der familiäre Eigennutz wichtiger wurde als die Gemeinschaft der Mönche. Es bestand auch die Gefahr, dass durch die Personalunion der Bischöfe von Münster mit den Klosterleitern Werden unter direkte Kontrolle des Bistums hätte geraten können.

### Reichskloster, Zeit der Wahläbte
Die „Bertoldschen Wirren“ nach der Mitte des 9. Jahrhunderts leiteten das Ende des Eigenklosters liudgeridischer Prägung ein. Bestrebungen des Bischofs Liudbert von Münster, Werden dem Bistum einzuverleiben, stießen auf den Widerstand der Mönche. Sie setzten auf einer 864 stattfindenden Synode von Bischöfen durch, dass mit Hildigrim II. noch einmal ein Liudgeride Abt wurde. Doch in seine Amtszeit fiel das vom ostfränkischen König Ludwig dem Jüngeren (876–882) erbetene Privileg über Königsschutz, Immunität und freie Abtswahl.
Zum ersten Mal wählten die Mönche nach dem Tod Hildigrims II. im Jahr 886. Die Zeit der Werdener Wahläbte und die Zeit als Reichskloster hatte begonnen. Seit dem Wandel zum Reichskloster war die Beziehung zum jeweiligen Erzbischof von Köln eng und dessen Einfluss beträchtlich. Die Stellung einer exemten, nur dem Papst unterstellen Abtei konnte Werden nie erringen.

### Materielle Basis
Die anfänglichen Besitzungen wurden durch die Bischöfe aus der Familie Liudgers, die Karolinger und später durch die sächsischen Herzöge vermehrt. Hinzu kamen Schenkungen der ins Kloster eintretenden Mönche, aber auch von Laien. Zumindest zeitweise führte eine gute Wirtschaftsführung dazu, dass Überschüsse zum Erwerb weiteren Besitzes eingesetzt werden konnten. Den Wert des Besitzes hat das Roden von Wäldern noch vergrößert.
Die materielle Grundlage des Klosters, erkennbar an den schon aus früher Zeit überlieferten Urbaren der Werdener Grundherrschaft und am Besitz in der näheren Umgebung (Werden, Friemersheim), in Westfalen, Ostfalen (Helmstedt) und Friesland, war beträchtlich, muss aber wohl im 11. Jahrhundert stagniert haben, wie aus Verwaltungsmaßnahmen der Äbte Gerold (1031–1050) und Gero (1050–1063) zu erschließen ist. Bereits im 10. Jahrhundert wurde das Vermögen zwischen Abt und Konvent aufgeteilt. Später erhielten auch weitere Dignitare bestimmte Anteile. In der Mitte des 12. Jahrhunderts gab es etwa fünfzig Haupthöfe mit einer weiteren großen Zahl an untergeordneten Besitzungen.
In der Folge nahm dieser Besitz allerdings ab. So wurden 1282 die Güter in Friesland verkauft. Weitere Verkäufe folgten in den folgenden Jahrhunderten auch zur Finanzierung eines aufwendiger werdenden Lebensstils. In der zweiten Hälfte des 12. und dann wieder im 14. Jahrhundert trugen Seelmessstiftungen dem Kloster weitere Güter ein.
Um 900 ließen sich 25 Haupthöfe und 800 Hufen (mansi) nachweisen, um 1100 waren es 60 Haupthöfe und 1150 Hufen. Davon lagen über 200 um Werden, 250 am Niederrhein, etwa 150 in den Niederlanden, weitere 200 in Friesland, vor allem aber etwa 800 in Westsachsen. Die späteren Zuwächse ballten sich um das Kloster selbst, wo ein fast geschlossenes Territorium entstand. Der umfangreichste geschlossene Besitz befand sich bei Friemersheim nahe Uerdingen. Letzte bedeutende Erwerbungen erfolgten mit dem Hof Langwarden bei Castrop im Jahr 1269 und Besitz bei Hattingen im Jahr 1287.

### Hochmittelalter
Vom 10. bis ins 12. Jahrhundert nahm das Kloster eine günstige Entwicklung. Die (teilweise gefälschten) Privilegien ottonischer, salischer und frühstaufischer Herrscher stärkten dabei die Verbindung zwischen dem Kloster und den Herrschern, in deren Schutz sich das Reichskloster Werden jetzt befand.
Die Mehrzahl der Mönche stammte anfangs aus den Bistümern Münster und Utrecht. Später dehnte sich der Einflussbereich des Klosters nach Osten und Süden aus. Das Kloster diente auch der Erziehung und der Versorgung von Söhnen aus adeligem Haus. Der adelige Charakter der Gemeinschaft war nachteilig für die Klosterzucht. Insbesondere die Verpflichtung zur persönlichen Armut war ein Problem. Erst um 1015, unter dem Druck des Kölner Erzbischofs Heribert, gewann die Gorzer Reform in Werden an Einfluss. Vermittelt über die Siegburger Reform gewann im zweiten Viertel des 12. Jahrhunderts die Reformbewegung von Cluny in Werden an Bedeutung. Zeitweise orientierte man sich an einem schlichteren und strengeren Lebensstil. Mit Abt Wilhelm I. (1151–1160), unter dem die letzten Teile des so genannten großen Werdener Privilegienbuchs angefertigt wurden, fand diese innere Blütezeit ihr Ende.
Gleichzeitig waren die nachfolgenden Äbte stärker als je zuvor in der Reichspolitik engagiert, und sie konnten ihre Kontakte zum Papsttum ausbauen und dadurch die kirchliche Exemtion von Kloster und Abteiland erwirken. So war Abt Adolf I. (1160–1173) am Romzug Kaiser Friedrich Barbarossas beteiligt, Abt Heribert II. (1197–1226) spielte im welfisch-staufischen Thronstreit eine bedeutende Rolle, von König Otto IV. (1198–1215/1218) wurde er privilegiert. In einer Urkunde Heinrichs VII. (1220–1235) wurde er als Fürst bezeichnet, ein Hinweis auf die reichsunmittelbare Stellung Werdens und auf die sich spätestens zu Beginn des 13. Jahrhunderts aus Besitz und Rechten ausbildende kleine Landesherrschaft des Abts zwischen Kettwig und Heisingen, Essen-Bredeney und Essen-Heidhausen.

### Spätmittelalter
Dem Ausbau und Erhalt des Territoriums wurden die Belange des Klosters untergeordnet. Die Lebensweise der Mönche begann sich im 13. Jahrhundert zu verweltlichen. Sie verfügten über eigenen Besitz und lebten teilweise in eigenen Häusern. Im Jahr 1234 musste der Abt diese Lebensweise akzeptieren. 1291 wurde dann festgeschrieben, dass die Mönche aus mindestens edelfreiem Haus stammen mussten.
So ist im 13. und 14. Jahrhundert erkennbar, dass (auch von außen angestoßene) Reformen durch Abt und nunmehr immer stärker hervortretenden Konvent unterblieben und Regelungen innerhalb des Klosters bestenfalls wirtschaftliche Fragen (Präbende, Schuldendienst) und Fragen der Machtverteilung (Rechte des Konvents, Ämterbesetzung, Wahlkapitulationen des Abts) betrafen. Die klösterliche Lebensweise wich dabei zunehmend einer kanonikalen – man sprach im 14. Jahrhundert vom Werdener Stift und seinen Stiftsherren –, während die Zahl der „Mönche“ immer mehr zurückging.
Fehlgeschlagene Reformversuche, Ämterkumulation, Vergabe von Verwaltungsaufgaben an Laien, Abhaltung der Gottesdienste durch Weltgeistliche sowie eine wachsende Schuldenlast bei gleichzeitigem Verlust an Gütern und Einkünften führten endlich trotz des Widerstandes des Abtes und der letzten zwei noch verbliebenen Konventualen zur Reform des Klosters durch die Bursfelder Kongregation im Jahre 1474. Als Administrator übernahm es der Kölner Abt Adam Meyer (1474–1477), die Verhältnisse in der Abtei nach der langen Zeit des Verfalls wieder zu stabilisieren. Bis zum Ende des 15. Jahrhunderts waren unter den Äbten Dietrich Hagedorn (1477–1484) und Antonius Grimholt (1484–1517) die Grundlagen für das Weiterbestehen der Abtei in der frühen Neuzeit gelegt.
Die Äbte stammten fortan aus bürgerlichen Familien, die Zahl der adeligen Mönche wurde begrenzt und die Gemeinschaft musste sich öfter als früher Visitationen stellen. Die Reform hatte Erfolg und es waren im 16. Jahrhundert Mönche und Äbte aus Werden, die andere Klöster reformierten. Eine sparsame Ausgabenpolitik führte zu einer Besserung der ökonomischen Verhältnisse, die auch eine nennenswerte Bautätigkeit erlaubte.

### Neuzeit

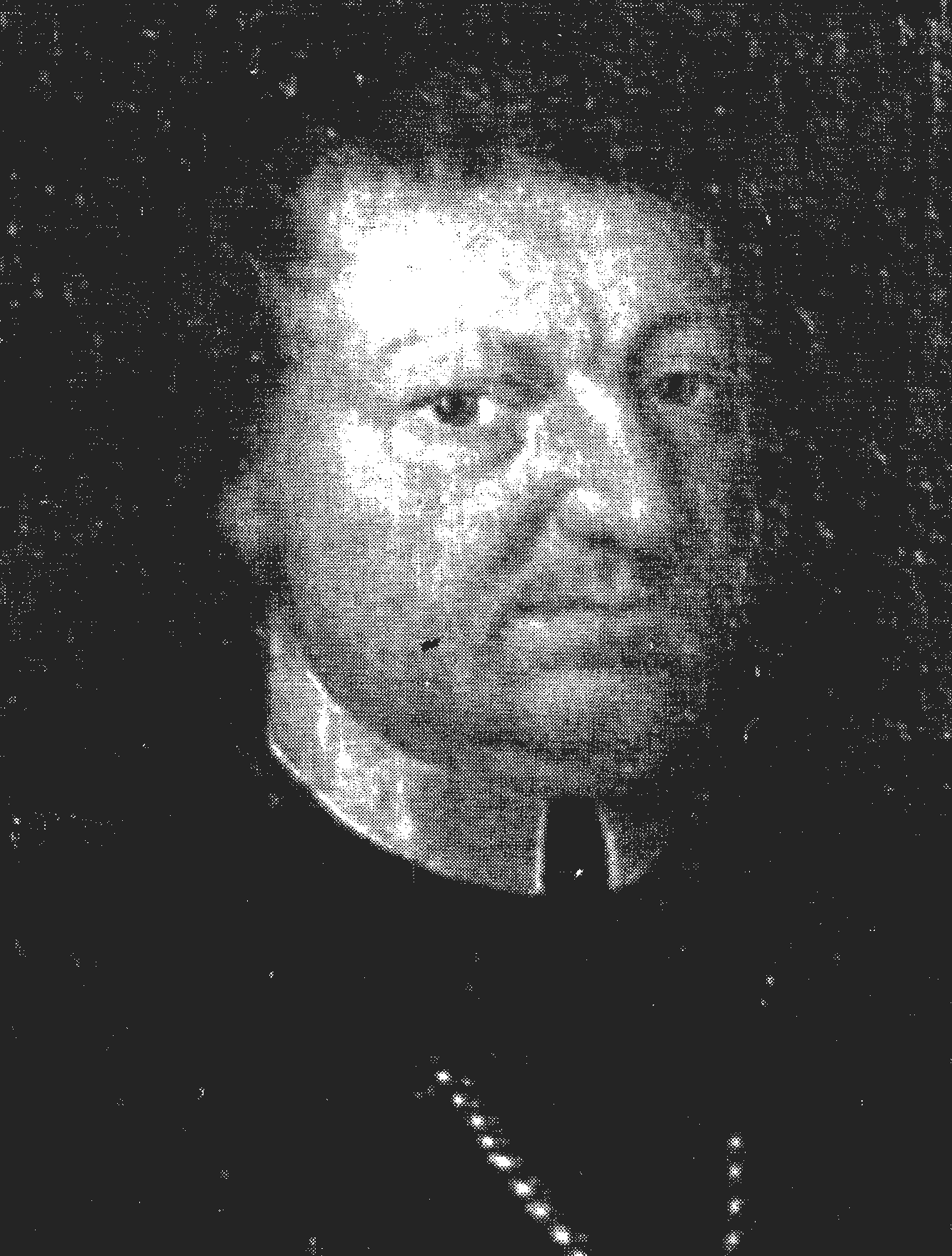
Reichsabt Coelestin von Geismar

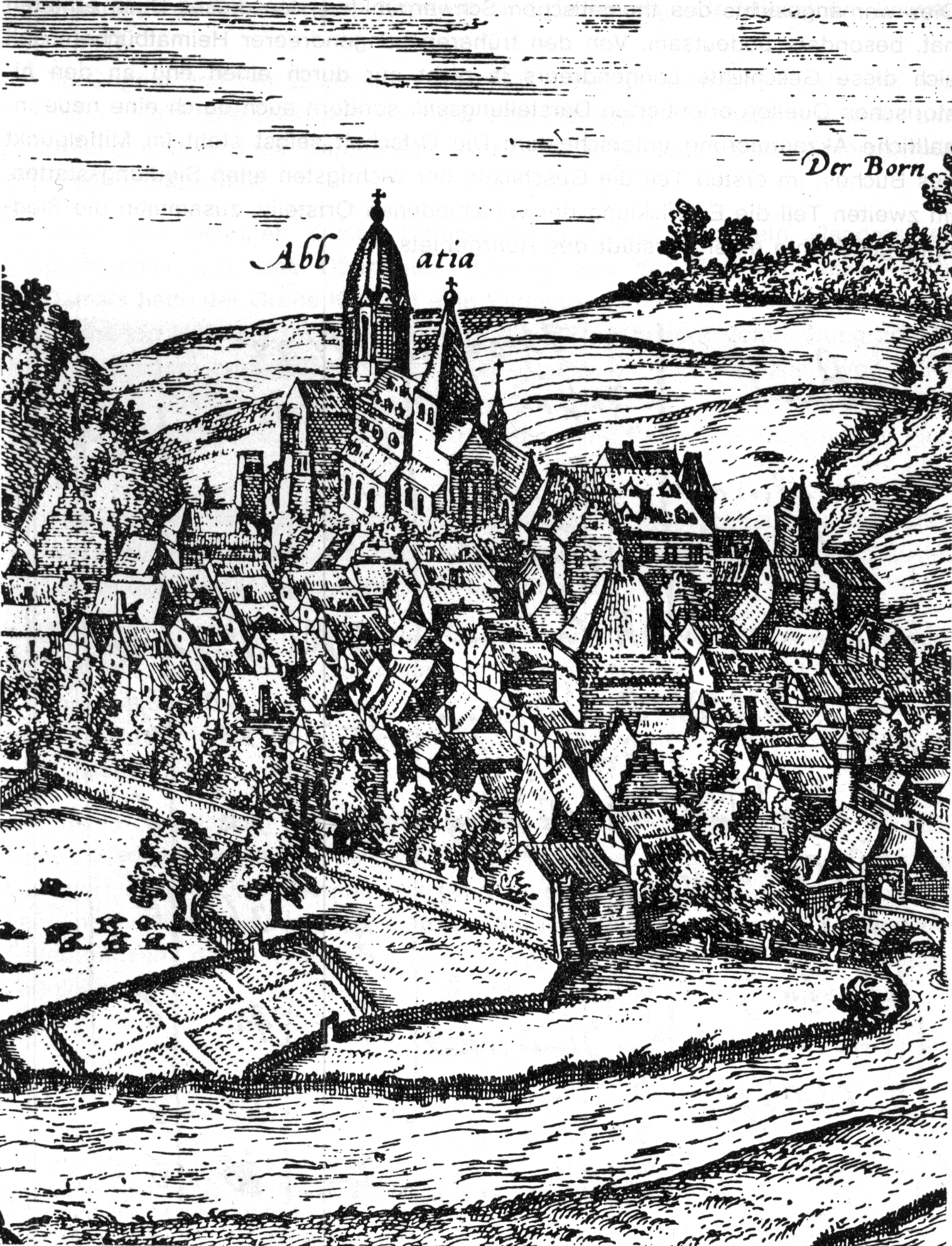
Reichsabtei Werden (um 1581)

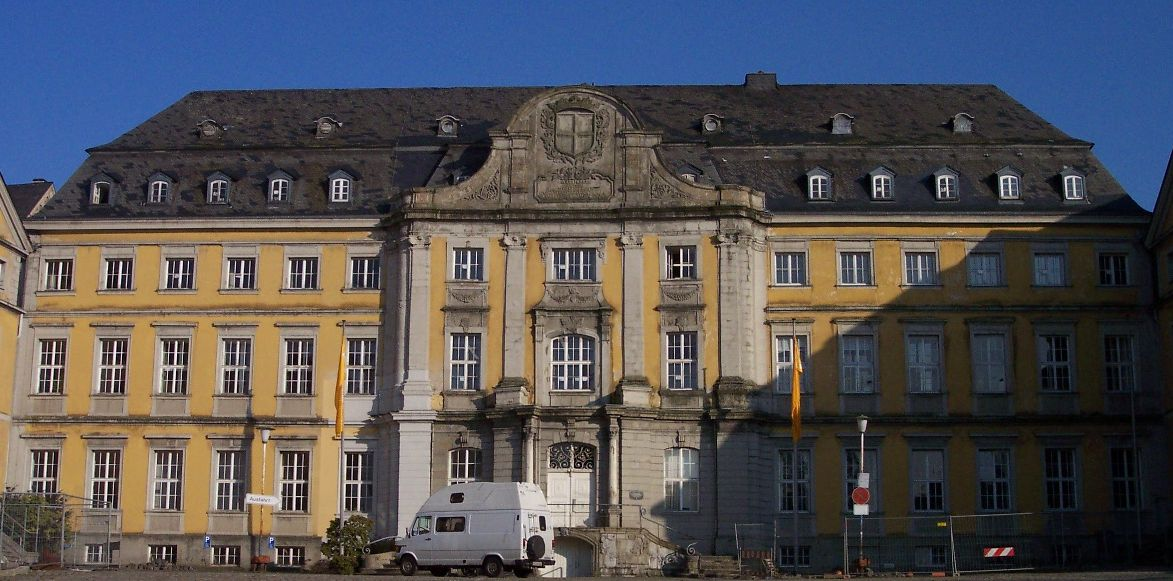
Kloster Werden, ehemaliges Hauptgebäude der Abtei

Zwar behaupteten Abt und Mönchsgemeinschaft weiterhin ihr kleines Territorium an der unteren Ruhr gegen Werden und den Klostervogt, hielten auch einen erheblichen Teil des umfangreichen Besitzes in Norddeutschland, doch sorgte das Vordringen der Reformation (seit 1550) für Unruhen, ebenfalls die Übernahme der Vogtei über das Kloster Werden durch den protestantischen Kurfürsten Ernst von Brandenburg (1609). Im Dreißigjährigen Krieg konnte sich die Mönchsgemeinschaft unter dem Abt und „kaiserlichen General-Kriegs-Kommissarius“ Hugo Preutaeus (1614–1646) behaupten, seit der 2. Hälfte des 17. Jahrhunderts arrangierten sich preußischer Vogt und katholischer Abt miteinander. Barocke Klosterneubauten, Tuchmachereien und Kohlebergbau prägten die wirtschaftliche Entwicklung Werdens im 18. Jahrhundert, beispielsweise unter den Äbten Coelestin von Geismar (1706–1718), Benedikt von Geismar (1728–1757) oder Anselm Sonius (1757–1774).
Die Abtei wurde 1803 auf der Grundlage des Reichsdeputationshauptschlusses säkularisiert und wurde zusammen mit dem zugehörenden Territorium dauerhaft – nach dem Zwischenspiel des Großherzogtums Berg (1808–1813) – preußisch (1815).

### Territorium der Reichsabtei Werden
Die um das Kloster Werden gelegenen Besitzungen bildeten schon früh ein eigenes Territorium, das
bedroht und eingeschränkt wurde von den mächtigen Nachbarn der Werdener Äbte, den Grafen von Berg, die schon 1003 erwähnt wurden und bald die Vogteirechte über die Klöster Deutz und Werden ausübten. Insbesondere über das Mittel der Kirchenvogtei versuchten die Grafen Einfluss auf die Werdener Verhältnisse zu gewinnen.
Die Grafen von Berg, die ursprünglich weite Gebiete Westfalens und des nach ihnen benannten Bergischen Landes beherrschten, teilten 1160 ihren Besitz zwischen den Grafensöhnen auf; so entstand die westfälische Grafschaft Berg-Altena und die rheinische Grafschaft Berg. Eine erneute Erbteilung der Altenaer Linie führte schließlich zur Entstehung der Grafschaften Altena-Isenberg, auch gelegentlich Hövel-Isenberg genannt, und Altena-Mark. Bedingt durch diese Erbgänge gelangte das Vogteirecht über Kloster Werden in die Hände der Isenberger Grafen, deren Bemühungen ihre Machtstellung in Westfalen zu festigen auf die entgegengesetzten Bestrebungen der Herzöge von Westfalen und den Erzbischöfen zu Köln stieß. Teil dieser Bemühungen war auch der Erhalt und die Festigung der einträglichen Vogteirechte. Besonders Graf Friedrich von Isenberg geriet deshalb in einen heftigen Konflikt mit Erzbischof Engelbert I. von Köln. Der Konflikt mit diesem nahen Verwandten gipfelte schließlich nach einem Treffen des Adels zu Soest in der Ermordung der Erzbischofs (1225) durch westfälische Adelige in einem Hohlweg am Gevelsberg  im Kirchspiel Schwelm, für die Friedrich als Anstifter später in Köln hingerichtet wurde.
Die Grafschaft und Rechte der Isenberger wurden daraufhin durch Graf Adolf I. von der Mark und den neuen Erzbischof Konrad von Hochstaden eingezogen, die Vogteirechte gingen an den Erzbischof, zudem wurden einige Burgen wie die Isenburg und die Stadt Nienbrügge 1225/26 als Strafe zerstört. Die so aufgelöste Grafschaft Isenberg und die mit der Linie der Isenberger verbundenen Rechte wurden schon kurz darauf erneut Gegenstand einer Auseinandersetzung. Der älteste Sohn des hingerichteten Grafen Friederich, Dietrich, beanspruchte die Grafschaft und alle erblichen Rechte seines Vaters als Erbe und wurde dabei maßgeblich von seinem Onkel Heinrich IV. von Limburg unterstützt. Diese als Isenberger Fehde bezeichnete kriegerische Auseinandersetzung mit den Grafen von der Mark und dem Erzbistum Köln führte 1240 zum Bau der Neuen Isenburg, mit der Dietrich seine Ansprüche auf die Vogteien Essen und Werden durchsetzen wollte. Die Fehde konnte 1243 beigelegt werden, Dietrich erhielt einen kleinen Teil der väterlichen Besitzungen zurück, die als Grafschaft Limburg fortbestand. Die Vogteirechte blieben jedoch strittig, sodass die Kölner 1244 die neue Isenburg belagerten und einnahmen, um sich die Kontrolle über die Vogtei Werden zu sichern.
In den nachfolgenden 44 Jahren gerieten die Grafengeschlechter in Westfalen und des Rheinlandes erneut in Konflikt mit den Kölner Erzbischöfen und Herzögen von Westfalen, sodass Werden nun zwischen den beiden Machtblöcken lag. In der Schlacht von Worringen (1288) standen schließlich Johann I. von Brabant, die Grafen von Berg und Mark sowie die Hansestadt Köln dem Heer der Erzbischofs gegenüber und besiegten diesen. Durch die Niederlage Erzbischof Siegfrieds von Westerburg änderten sich auch die Machtverhältnisse; die Abtei suchte nun offen die Anlehnung an die Grafen von Mark, welche von nun an de facto das Vogteirecht über Werden ausübten. Der wirtschaftliche Verfall der Abtei verstärkte zudem in der Folgezeit den Einfluss der Märkischen im Werdener Territorium. Dies machte sich nicht zuletzt im Verhältnis von Vogt und Abt zur sich ausbildenden Stadt Werden bemerkbar.
Mit der Säkularisation fiel das Werdener Territorium an Preußen, zu dem schon seit dem Aussterben der Herzöge des Vereinigten Herzogtums Jülich-Kleve-Berg und der Beilegung des anschließenden Jülich-Klevischen Erbfolgestreites auch die benachbarten Territorien Kleve und Mark gehörten.

### Verwaltungsgliederung vor 1803
Das Territorium der Reichsabtei Werden gliederte sich wie folgt (Einwohnerzahlen 1802):
- Stadt Werden (2.108)
- Kettwiger Bezirk:
  - Dorf und Bauerschaft Kettwig (1.386)
  - Honschaft Ickten mit dem Haus Stade (176)
  - Honschaft Roßkothen (85)
  - Honschaft Umstand (281)
- Amt Werden:
  - Honschaft Bredeney mit dem Haus Baldeney (428)
  - Honschaft Fischlaken mit dem Haus Scheppen (324)
  - Honschaft Hamm (261)
  - Honschaft Heidhausen (371)
  - Honschaft Heisingen (596)
  - Honschaft Hinsbeck (229)
  - Honschaft Holsterhausen (175)
  - Honschaft Klein-Umstand (162)
  - Honschaft Rodberg (182)
  - Honschaft Schuir mit dem Haus Schuir (262)

### Die ältesten Urbare des Klosters
Das Urbar „A“ des Klosters, das vor 900 begonnen wurde, ist eines der wichtigsten frühmittelalterlichen klösterlichen Urbare Deutschlands (neben z. B. dem Prümer Urbar). Und das in zweierlei Hinsicht: Es ist eines der wenigen (z. B. das Freckenhorster Heberegister, das Essener Urbar), das neben dem Lateinischen auch Altniederdeutsch (Altsächsisch) verwendet. Außerdem werden viele Orte in diesem Urbar erstmals erwähnt, wie z. B. Dortmund oder Dülmen.
Die mehr als 30 Urbare, die aus dem späten 8. bis frühen 10. Jahrhundert bekannt sind, stellen Verzeichnisse von Liegenschaften, Diensten und Abgaben dar. Anlass solcher Aufzeichnungen war oftmals die Aufteilung der Güter zwischen Abt und Konvent, oder wie bei Urbar A, Plünderungen durch die Normannen und ihre Folgen.
Bei allen Erwerbungen zeigt sich eine ungewohnte Wirkmacht des Mündlichen und des Symbolischen, denn allein mündliche Willenserklärung und die symbolische Besitzeinweisung mit Wiesenscholle und Zweig vor Zeugen brachten Werden formal in den Besitz seiner Güter. Deshalb sah man lange von Traditionsnotizen ab. Erst um 1050 verstärkte sich der Griff zu schriftlicher Fixierung so sehr, dass Werden ein eigenes Urkundenwesen entwickelte. Die Urbare erhielten jedenfalls Zusätze, Korrekturen, Anpassungen, man „summierte“ Abgaben oder Dienste, kontrollierte mittels Auszügen, die mitgeführt wurden, man fügte Teile in Urkunden, schrieb sie in Traditionsbücher, in liturgische Bücher, schaffte Abschriften. In Einzelfällen wurde die Momentaufnahme, die ein solches Urbar darstellte, fortgeführt. So merkte man bei dem Werdener Hufeninhaber Brundag „iam solvit“ an (Urbar A, fol. 29v), da der Pflichtige (aus Sünninghausen) offenbar seine Abgabe von 30 Modii Hafer erbracht hatte, nachdem vorher „nihil“ (nichts) vermerkt worden war. Trotzdem wurden Urbare nicht fortgeführt, um einen ständigen Überblick zu haben, sondern in großen Abständen durch neue Urbare ersetzt. Die ersten Urbare umfassten nur 23, bestenfalls 39 Blätter, das Helmstedter gar nur 12.
Urbar A
Das älteste Werdener Urbar, deshalb „A“ genannt, besteht aus 39 Blättern mit den Maßen 15,5–18,5 × 24 cm, die in sechs Lagen zusammengeheftet und in starkem Hirschleder eingebunden sind. Dazu kommen 17 kleinere Zettel, hauptsächlich aus Papier. Darauf findet sich ein Kreuz und von einer Hand des 16. Jahrhunderts: „Abbatie prepositure“. Es lässt sich eine Reihe von Handschriften unterscheiden, von denen die älteste aus der Zeit um 900 stammt. Die Pergamentblätter wurden in eine festgelegte Zahl von Zeilen aufgeteilt, die zwischen 24 und 31 Zeilen variiert. Entsprechend schwanken die Maße der Blätter. Diese insgesamt 40 folia (f. 1a war ursprünglich leer und wurde erst viel später mitgezählt) nannte der Herausgeber Rudolf Kötzschke das „Grundbuch des Klosters für Franken, Westfalen und Friesland aus der Zeit der ersten Äbte“. Es umfasste anfangs nur die Lagen 1–3, dazu die Blätter 21 und 26 sowie das Einzelblatt 14, die sich durch gleiche Zeilenzahl und Seitenmaße auszeichnen. Der Rest besteht aus Nachträgen aus späterer Zeit.
Es finden sich die umfangreiche Schenkungsurkunde Folkers von 855, Klostergut beim linksrheinischen Friemersheim, der Anfang des Amts Lüdinghausen (Lage I), dessen Fortsetzung, das Amt Albrads, jüngere Einträge zu Hof Arenbögel, das Amt Sandrads (II), Traditionen des Hofs Heldringhausen und einiger Höriger und Wachszinsiger (f. 14), eine Tradition Folobodos und (jünger) die Abgrenzung des Werdener Zehntbezirks, Einkünfte aus dem östlichen Friesland und aus dem Bistum Osnabrück, eine Reihe westfälische Traditionen (III). Dann weitere westfälische Traditionen (IV, f. 21). und ein Bruchstück des Amts Odgrims (IV, f. 26). Dann wieder ostfriesische Einkünfte im Gebiet der Emsmündung (IV, f. 22–25). Schließlich Ämter Westfalens (V), die drei westfälischen Ämter des Wilgis (um Lüdinghausen, Dülmen, Selm), Wilda und Brunger, das Grimhers in Elfter/Twente und Einkünfte aus dem Rheindelta (VI).
Die Handschrift setzt sich aus vier ursprünglich selbstständigen Registern zusammen, wobei die zusammengehörenden Lagen I–III umfassendere und räumlich weiter gestreute Nachrichten enthalten, Lage IV Ostfriesland, Lage V und VI Westfalen und die niederländischen Gebiete erfassten. Wie Kötzschke zeigen konnte, handelt es sich bei Lage V um den ältesten Teil. Er spiegelt die Verhältnisse im Osnabrückischen vor den normannischen Plünderungen wider, die bis um 890 anhielten. Lage I–III und die genannten Anhängsel sind danach entstanden. Lage IV stammt wohl aus der Zeit um 910 und wurde wenig später den ersten drei Lagen als „friesische“ Ergänzung angefügt. Lage V lässt sich eher dem 2. Drittel des 10. Jahrhunderts zuweisen. Einzelne Stücke in Lage VI sollten wohl von Anfang an entsprechende Passagen in Lage I–III ersetzen, oder sie ergänzen. Nur vereinzelt finden sich Abschriften von Urkunden, wie die große Schenkung Folkers von 855, oder Bruchstücke der Schenkungsurkunde Folkhards in Friesland. Häufiger finden sich Traditionsnachrichten, v. a. in den Lagen I–III. Den Hauptbestandteil bilden Verzeichnisse von Gütern und Gerechtsamen sowie namentliche Verzeichnisse der Pflichtigen mitsamt den Gefällen, also eher Heberegister. Sowohl Lage V als auch Lage VI sind fast reine Heberegister.
Die Einarbeitung der „raelatio magistri Radwardi“ (f. 23v) deutet auf eine Art schriftlicher oder mündlicher Berichterstattung seitens der lokalen Amtsinhaber bei der Kompilierung des Urbars hin. An einigen Stellen, z. B. im Friemersheimer Register deuten häufige Einsprengsel altdeutscher Ausdrücke auf eine mündliche Weisung der Familia.
Unklar ist, ob alle Teile des Urbars auf Werdener Initiative entstanden sind. Die Lagen I–III lassen diese Deutung jedenfalls zu, während besonders die Lagen V und VI Hinweise enthalten, die auf eine Entstehung „vor Ort“ deuten könnten. Einige der ältesten Stücke, besonders die Ämter Hrodwerks und Hrodgers nennen zwar Pflichtige und Gefälle, machen aber keine Angaben über die Lage der Güter, die jüngeren geben jeweils den Pagus an, in dem sich die Pflichtigen befanden, sowie den Ort.
Bei den häufigen Marginalien und den Einträgen auf insgesamt 17 separaten Zetteln handelt es sich in der Mehrzahl um Ortsnamen, meist von der Hand Abt Heinrich Dudens (Mitte 16. Jahrhundert). So schreibt er zu „Ostenstadon“: „ist nhu Vusteden in Selhem gehorich, als ider mennichlich bewust“. Allerdings identifizierte selbst er, der den früheren Besitz wohl nicht mehr so gut kannte, einige Orte falsch. So identifizierte er „Uuellithi“ (Welte, nordwestlich Dülmen) mit Vlenbroick, in der Pfarrei Selm (f. 28r).
Urbar B
f. 1-30 Pergament, dazu f. 8a und 12a, 12–15 × 22–24 cm
vier Zettel, Pergament, f. 29 und 30 sind stark beschädigt
moderner Pappeinband
Edition: Kötzschke, Urbare, B, S. 88–131
Geschrieben von einer größeren Zahl von Händen des 10. und 11. Jahrhunderts, besteht die Handschrift aus 5 Lagen, 2 Einzelblättern und 4 Zetteln. Sie umfasst Abteigut um Werden, West- und Ostfalen, sowie Friesland.
Die erste Lage enthält Einträge verschiedener Hände, frühere zu Westfalen und Friesland, spätere zu Helmstedt. So wurden auf die erste, ursprünglich leere Seite im 12. Jahrhundert die Leistungen des Helmstedter Schulzen eingetragen. Die f. 2v–3r enthalten das Amt Bunos bei Werden, f. 3v–4r ein Register von Bögge bei Kamen, auf den f. 2v–3r und 4v–5r von anderer Hand ein Verzeichnis aus dem Helmstedter Raum, f. 5r hinzugekommene friesische Einkünfte, f. 5v–6r zu Weener an der unteren Ems, f. 6v Waldgerechtsame im Raum Werden (nur Namen und Holzmengen), f. 7r Register des Hofes Bodberg bei Werl, f. 7v wieder friesischer Besitz, Einkünfte aus den Niederlanden und Einkünfte zum Unterhalt von Wollmacherinnen in Leer, f. 8r Tuchlieferungen aus Friesland, Herbergsrechte des Abts, f. 8v wieder friesische (Geld-)Einkünfte und Versuche, den Zuwachs zu ermitteln.
Um Lage II (f. 9–16) wurde ein kleines Pergamentblatt geheftet, das ein Register des Hofs Weitmar bietet, zu dem auch der zwischen f. 12 und 13 eingeheftete Zettel gehört. Auf f. 9r, auch wieder ursprünglich leer, wurden Dienste von vier abteilichen Schulzen für die Brüder festgehalten. Auf f. 9v–10r finden sich die Einkünfte der Pforte, des Küsters und der Schule, f. 10v-11v das Amt Thiedolfs (Helmstedt-Seedorf), f. 12r Jeinsen (bei Hildesheim), f. 12v jüngere Gerechtsame im Mallingforst und Urkundenabschrift (Verpfändungen des Grafen Oddo), f. 13r–14r folgt ein Amt im Emsgebiet, f. 14v Fronden für Barghus (Barkhoven?), f. 14v-15r fünf friesische Höfe, f. 15r Geldgefälle, f. 15v–16r ein Register aus Bögge, ein Erbe in Nordenscheid (im Krehwinkel bei Hetterscheid) bei Werden, schließlich auf f. 16v Einkünfte des Amts Wormstedt (zu Helmstedt).
Auch Lage III (Doppelfolio 17/18) wurde in ihrem ursprünglich klareren Nutzungsbild später verunklärt, denn hier fanden sich zunächst nur Verzeichnisse von Helmstedter Hufen auf f. 17v–18v. Später kamen auf f. 17r verschiedene Einkünfte und das Amt Reingers hinzu, auf f. 18v eine Speiseordnung der Mönche zu Festtagen. Lage IV (Doppelfolio 19/20) enthält Leistungen von drei Helmstedter Schulzen (f.19r–v), ein Register des Hofes Loga an der Leda, eine Zeugenreihe der Tradition Udos, sowie Herbergen nach Berechnung eines Abts „L“ (f. 19v–20v). Lage V (f. 21–28) enthält ein einheitliches Register friesischer Einkünfte auf f. 21r–27r, und auf f. 27v–28r Leistungen der Schulzen auf den Abteihöfen, schließlich Lieferungen des Helmstedter Propstes an den Abt von Werden und einige Hörige, die an Werden übergeben wurden.
Die angehängten Einzelblätter enthalten auf f. 29 eine Dienstordnung für Festtage, auf der Rückseite Traditionen im Laupendahler Wald, Leistungen des Pfarrers von Loga an den Abt, auf f. 30r Hufen, die einem Grafen Hermann (wohl Hermann II. von Werl, einem der Vögte Werdens) überlassen wurden, auf der Rückseite Einkünfte aus Wesecke.
Wahrscheinlich geht der Eintrag auf f. 1r (unten) auf Abt Duden zurück, der die Handschrift in die Jahre um 983 datierte, was vermutlich auf den Eintrag auf f. 20v zurückgeht, wo Hofstätten aufgezählt werden, wie sie „abbas L. computavit“. Dieser wurde mit dem 983 verstorbenen Abt Liudolf gleichgesetzt. Handschriftenvergleich mit zeitgenössischen Urkunden und der Vergleich der innerhalb des Urbars B auftauchenden, divergierenden Register (Bögge, Helmstedt) bestätigen, dass die Handschrift um 1000 entstanden sein muss.
Die ältesten Teile finden sich in Lage II, Einträge die möglicherweise auf Abt Liudolf zurückgehen, und Abteigut erfassen, das in Urbar A fehlt. Im frühen 11. Jahrhundert entstanden die Lagen I und III, die z. T. Lage II ergänzen, partiell ersetzen sollten. Später folgten auf den leeren Flächen weitere Einträge. Namensvergleiche zeigen, dass die Lagen IV und V um 1050 entstanden sind, denn viele der Genannten stimmen mit denen aus dem um diese Zeit entstandenen Urbar C überein, wobei Lage IV eine Beifügung zu V darstellt.
All dies zeigt, dass es sich bei Urbar B um eine Art Fortsetzung von Urbar A handelt, die rund 150 Jahre in Gebrauch war. Die Frage, ob es sich hier um Neuerwerbungen handelt, oder ob es keinen Anlass gab, sie im ältesten Urbar niederzulegen, lässt sich nicht beantworten. Möglicherweise liegt der Schlüssel darin, dass die Aufzeichnungen in zwei Phasen zerfielen: eine frühe, vor 1000, in der man versuchte, das Urbar A zu vervollständigen, sei es um Neuerwerbungen, sei es um Ausgelassenes, und eine spätere Phase, in der die Abfassung eines neuen Urbars ins Auge gefasst werden musste, die um 1050 verwirklicht wurde.

### Abteikirche

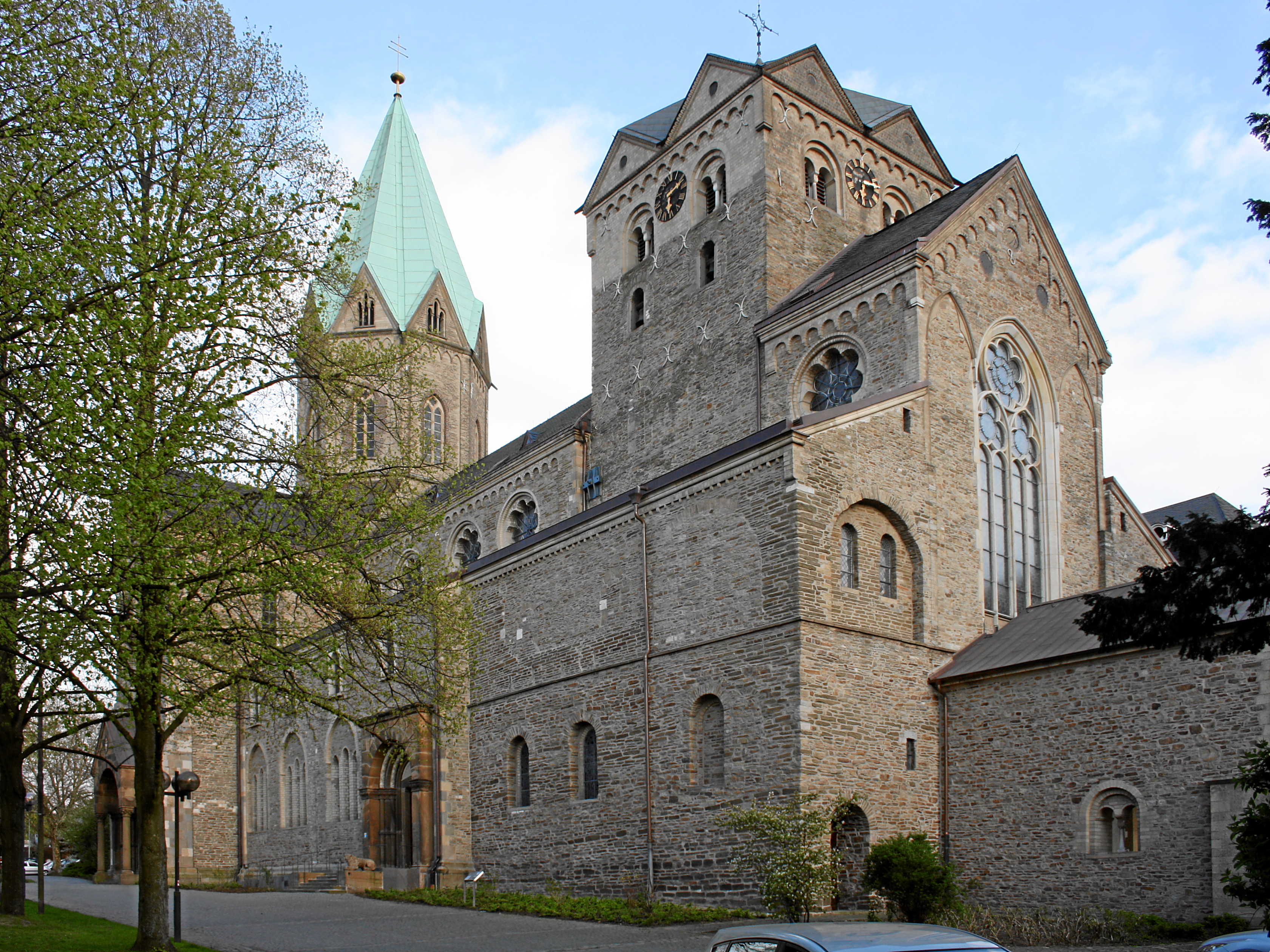
Ludgerusbasilika in Werden

Zusammen mit dem Kloster St. Ludgerus wurde um 799 die Abteikirche erbaut. Nach einigen größeren Bränden wurde sie im Rheinischen Übergangsstil wiederhergestellt und 1275 wieder geweiht. Seit der Säkularisation der Reichsabtei dient sie als Pfarrkirche. 1993 wurde sie von Papst Johannes Paul II. zu einer Basilica minor erhoben. Sie besitzt einen barocken Hochaltar und Gemälde des Werdener Malers Theodor Mintrop. In der karolingischen Ringkrypta liegen die Gebeine des Hl. Liudger, Begründer des Klosters Werden und des Bistums Münster, begraben. Eine daran angebaute Außenkrypta enthält Gebeine von Liudgeriden und wird daher auch als „Liudgeridenkrypta“ bezeichnet. In der ebenfalls angeschlossenen Schatzkammer befindet sich mit dem Helmstedter Kreuz ein bedeutendes Kunstwerk des Übergangs von der ottonischen zur romanischen Plastik sowie mit dem Ludgerus-Schrein einer der wenigen barocken Reliquienschreine, der jährlich bei der Ludgerus-Prozession am ersten Septembersonntag benutzt wird.

### Die Stadt Werden

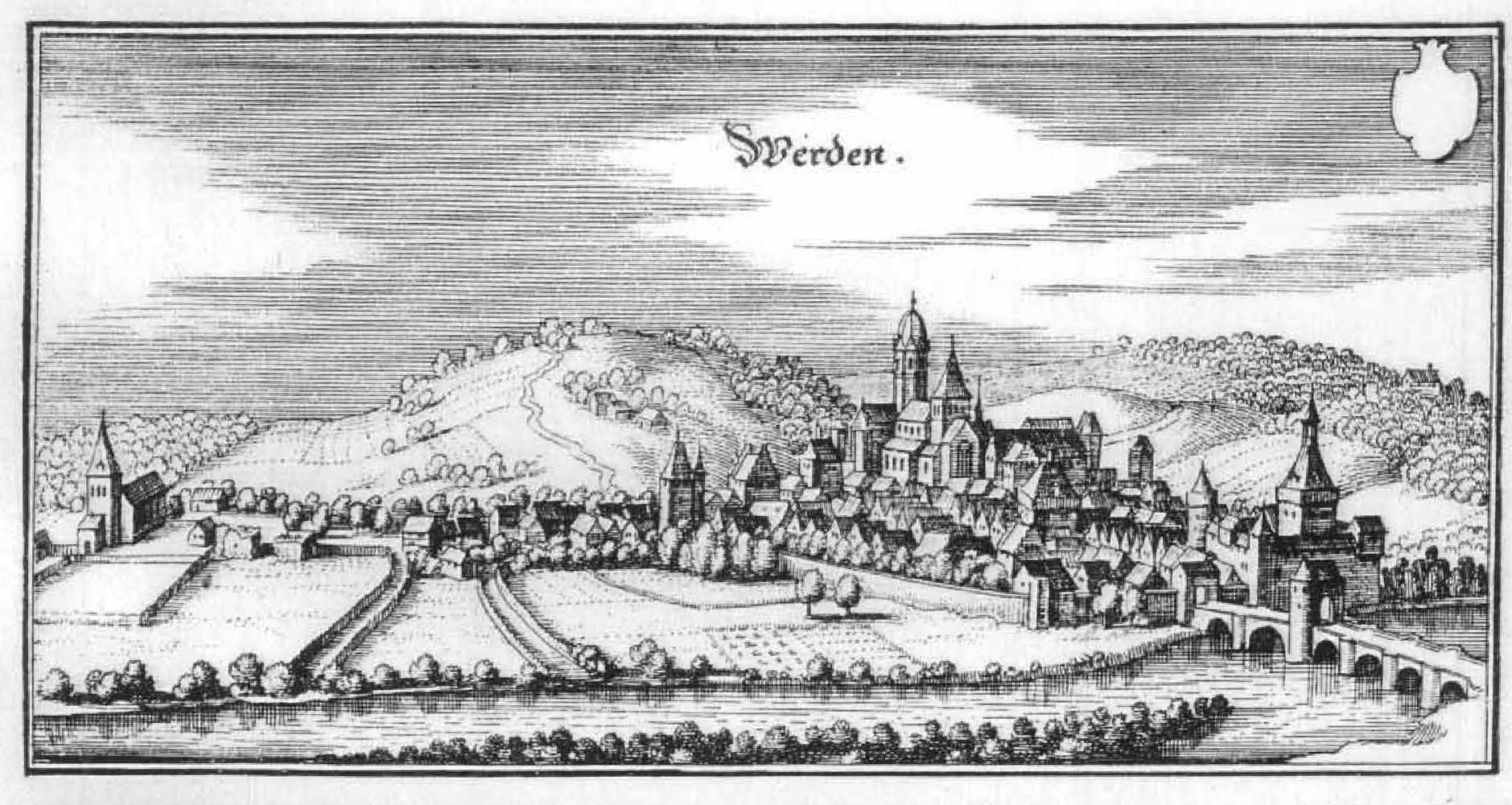
Werden im 17. Jahrhundert

Die Anfänge der Stadt Werden liegen zwar im Dunkeln, doch kann gemutmaßt werden, dass sich schon bald neben dem Kloster, das ja ein bedeutender Wirtschaftsfaktor für seine Umgebung war, eine kleinere Siedlung mit Markt, Kaufleuten und Handwerkern etablierte. In den ersten Jahren (um 800) mussten Klosterbrüder und Bauhandwerker an der Klosterkirche und den Klosterbauten versorgt werden, was auch aus der näheren Umgebung möglich war. Zusätzlich wurde das Kloster mit entsprechenden Gütern ausgestattet. Im 12. Jahrhundert bezeugen dann Quellenhinweise – u. a. die Bezeichnung der Siedlung als civitas und die Nennung einer Mauer – die Entwicklung zur Stadt. 1256 – nach Ausschaltung des vom Abt abhängigen Stadtvogts (1240) – privilegierte Graf Otto von Altena (1249–1262) die Werdener Bürger, für die er sich ausdrücklich als Verteidiger ihrer Freiheit (gegen den Abt) einsetzte. Dagegen war die Übereinkunft „über die Begründung und Befestigung der Stadt“ (so genannte Stadtgründungsurkunde vom 22. Juli 1317) zwischen dem unter Druck geratenen Grafen Engelbert II. von der Mark (1308–1328) und dem Werdener Abt Wilhelm II. (1310–1330) ein Kompromiss, der dem Abt als Stadt- und Landesherrn wichtige Rechte in der Stadt (Münze, Zoll, Rechte bei der Aufnahme von Juden und Wucherern – wohl Geldverleiher, die wegen des Zinsverbots alle als Wucherer galten) sicherte. Abt und Abtei wurden aber in der Folgezeit weiter aus der Stadt herausgedrängt. Das älteste Werdener Stadtrecht (vom 25. November 1371) erließ Vogt Engelbert III. von der Mark (1347–1391) ohne Beteiligung des Abts; es verfügte u. a. die Gründung dreier Gilden und regelte die Aufnahme von Bürgern in die Stadt. Eine gewisse Relativierung der vogteilichen Machtstellung ergab sich ein knappes Jahr später, als Engelbert erklärte, außer der Vogtei keine weiteren Rechte in der Stadt und im Gericht von Werden zu besitzen. Im 15. Jahrhundert gewann die Stadt weiter an Einfluss: Weinakzise, Brückengeld, Mauerbau und die Befestigung der Ruhrbrücke gehörten nun zum Aufgabenbereich einer städtischen Selbstverwaltung, an deren Spitze Rat und Bürgermeister standen. Mit 700 bis 800 Einwohnern (einschließlich der Stiftsangehörigen) war Werden dabei ein bescheidenes Städtchen innerhalb eines ebenso bescheidenen Territoriums. Dabei blieb es im Wesentlichen – trotz Reformation und protestantisch-preußischer Kirchenvogtei – in der frühen Neuzeit.

### Die Doppelabtei Werden-Helmstedt
Die Werdener Äbte waren bis in die frühe Neuzeit gleichzeitig Leiter des Helmstedter Klosters St. Ludgeri. Auch in Helmstedt erwuchs ihnen spätestens seit der Mitte des 12. Jahrhunderts eine Stadt, die nach der Brandkatastrophe von 1200 (im deutschen Thronstreit) um 1230 erstmals ummauert und im Laufe des 13. Jahrhunderts weitgehend selbstständig vom Werdener Abt als Stadtherrn wurde. Die stadtherrlichen Rechte gingen dabei auf den Helmstedter Rat und auf die welfischen Herzöge über. Die besaßen seit 1180 die Kirchenvogtei über das Kloster und 1490 wurde ihnen formell Helmstedt abgetreten. Gegen Ende des 15. Jahrhunderts soll dabei die Einwohnerzahl der Stadt annähernd 3000 betragen haben.
Das Helmstedter Kloster geriet im späten Mittelalter in den Sog des Niedergangs der Werdener Abtei. Die Äbte – ohnehin nur vom Werdener Konvent gewählt – kümmerten sich kaum noch oder nur unzulänglich (Streitigkeiten mit der Stadt) um die Angelegenheiten des weit entfernten Helmstedt. Daher hielt auch die Bursfelder Kongregation mit ihrer Reform erst 1481 dort Einzug und konnte mit dem Neuaufbau des Klosters beginnen. Doch war in der frühen Neuzeit das Helmstedter Kloster St. Ludgeri nunmehr Teil einer „Landstadt“ im Territorium der welfisch-braunschweigischen Herzöge. Aus Furcht vor protestantischen Bilderstürmern brachte der Werdener Abt Hermann von Holten 1547 die bedeutendsten Schätze des Klosters Helmstedt, vor allem das als Karlsreliquie verehrte Helmstedter Kreuz und den Kelch des heiligen Liudger, nach Werden. Wie zahlreiche Klöster im Reich, so wurde auch das Helmstedter 1802/1803 säkularisiert.

### Siegel

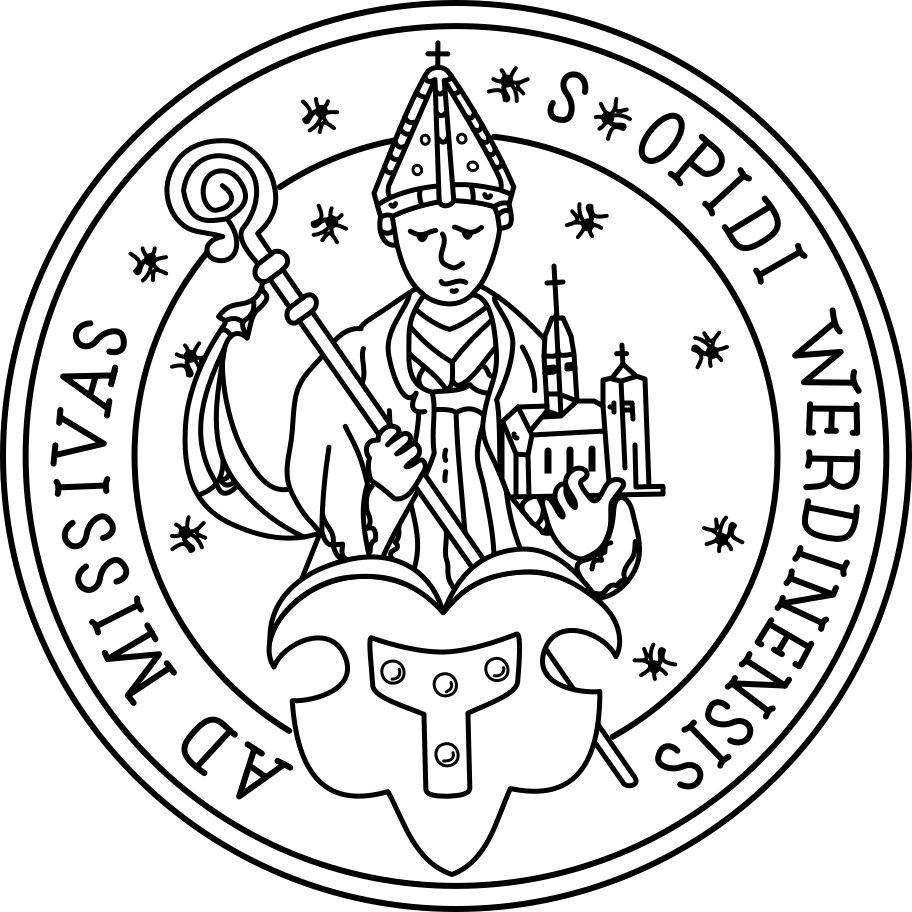
Briefsiegel der Stadt (op[p]idum) Werden aus dem 17. Jahrhundert, Nachzeichnung

Siegelabdrücke der Werdener Abtei sind seit dem späten 11. Jahrhundert überliefert. Das älteste Siegel zeigt den hl. Liudger ohne Kopfbedeckung und Attribute mit der Umschrift SIGNV[m] S[ancti] LIVDGERI. Wohl von 1124 stammt der erste Abdruck eines Siegels, das den Heiligen mit Krummstab und geöffnetem Buch zeigt; die nur bruchstückhaft lesbare Umschrift lautet S[anctu]S LI[…] E[p]I[s]C[opus] („Heiliger Bischof Liudger“). Um 1250 findet sich ein größeres Siegel mit etwas anderer Darstellung des Heiligen und der (unvollständigen) Umschrift […] MONASTERII.IN.WERDINA. Ein gotisches Geschäftssiegel aus der Mitte des 13. Jahrhunderts hat die Umschrift S[igillum].CONVENT[us].W[er]DINENS[is] AD CAUSAS. Es wurde bis ins 17. Jahrhundert verwendet und dann durch ein neues mit der Umschrift SIGILLUM:CAPITULI:WERDINENSIS ersetzt. Es zeigt den hl. Liudger mit Bischofsinsignien und Kirchenmodell, vor ihm das Werdener Stiftsschild mit dem Kreuzwappen.

## Klosterleiter und (Reichs-)Äbte von Werden
| Name                            | Amtszeit    | Todestag           | Anmerkungen                                     |
| ------------------------------- | ----------- | ------------------ | ----------------------------------------------- |
| Liudgeridische Klosterleiter    |             |                    |                                                 |
| Liudger                         | ca. 800–809 | 26. März 809       |                                                 |
| Hildegrim I.                    | 809–827     | 19. Juni 827       |                                                 |
| Gerfried                        | 827–839     | 12. September 839  |                                                 |
| Thiatgrim                       | 839–840     | 8. Februar 840     |                                                 |
| Altfried                        | 840–849     | 22. April 849      |                                                 |
| Hildegrim II.                   | 855/64–886  | 21. Dezember 886   |                                                 |
| Wahläbte von Werden             |             |                    |                                                 |
| Andulph                         | 887–ca. 888 | 12. März 888       |                                                 |
| Hembil                          | 888–891?    |                    |                                                 |
| Adaldag                         | 892?        | 8. Juli 892        |                                                 |
| Odo                             | bis 898     |                    |                                                 |
| Hoger                           | 898–902     |                    |                                                 |
| Hildebrand                      | 902–910     |                    |                                                 |
| Adalbrand                       | 910–916     | 2. März 916        |                                                 |
| Wéris                           | 916–930     | 5. November 930    |                                                 |
| Wigger                          | 930–940     | 14. August 940     |                                                 |
| Wigo                            | ca. 940–945 | 20. März 945       |                                                 |
| Reinher                         | 945–962     | 1. Februar 962     |                                                 |
| Engelbert                       | 962–971     | 9. August 971      |                                                 |
| Folkmar                         | 971–974     |                    |                                                 |
| Liudolf                         | 974–983     |                    |                                                 |
| Werinbert I.                    | 983–1001    | 8. Oktober 1001    |                                                 |
| Ratbald von Volmarstein         | 1001–1015   | 9. April 1015      |                                                 |
| Heithanrich von Altenburg       | 1015–1030   | 11. November 1030  |                                                 |
| Bardo                           | 1030–1031   | 10./11. Juni 1051  |                                                 |
| Gerold                          | 1031–1050   |                    |                                                 |
| Gero                            | 1050–1063   |                    |                                                 |
| Gilbert                         | 1063–1066   |                    |                                                 |
| Adalwig                         | 1066–1080   | 27. Oktober 1081   |                                                 |
| Otto I. von Sappenheim          | 1080–1104   |                    |                                                 |
| Adolf von der Mark              | 1104–1105   |                    |                                                 |
| Rudolf von Helpenstein          | 1105–1112   |                    |                                                 |
| Liudbert von Isenberg           | 1112–1119   | 8. Oktober 1119    |                                                 |
| Berengoz von Westerburg         | 1119–1125   | 23. September 1125 |                                                 |
| Bernhard von Wevelinghoven      | 1125–1140   | 22. September 1140 |                                                 |
| Werinbert II. von Schönburg     | 1140–1144   | 11. Oktober 1144   |                                                 |
| Volmar von Bilstein             | 1144–1145   | 7. September 1145  |                                                 |
| Lambert von Gennep              | 1145–1151   |                    |                                                 |
| Wilhelm I. von Moers            | 1151–1160   | 23. April 1160     |                                                 |
| Adolf I.                        | 1160–1173   | 21. Dezember 1173  | vermutlich aus dem gräflichen Haus Altena       |
| Wolfram von Kirchburg           | 1173–1183   | 9. Juli 1183       |                                                 |
| Heribert I. von Berg            | 1183–1197   | 16. Juli 1197      |                                                 |
| Heribert II. von Büren          | 1197–1226   | 23. Juli 1226      |                                                 |
| Gerhard von Grafschaft          | 1226–1249   | 12. November 1249  |                                                 |
| Albert von Goer                 | 1251–1257   | 13. September 1257 |                                                 |
| Albero von Tecklenburg          | 1257–1277   | 16. Juni 1277      |                                                 |
| Otto II. von Warburg            | 1278–1288   | 5. Juli 1288       |                                                 |
| Heinrich I. von Wildenburg      | 1288–1310   |                    |                                                 |
| Wilhelm II. von Hardenberg      | 1310–1330   | 18. Mai 1330       |                                                 |
| Johann I. von Hernen            | 1330–1343   | 15. Dezember 1343  |                                                 |
| Johann II. von Arscheid         | 1343–1360   | 3. Oktober 1360    |                                                 |
| Heinrich II. von Wildenburg     | 1360–1382   | 12. September 1382 |                                                 |
| Johann III. von Spiegelberg     | 1382–1387   | 20. Dezember 1387  |                                                 |
| Bruno von Rennenberg            | 1387–1398   |                    |                                                 |
| Adolf III. von Spiegelberg      | 1398–1438   | 11. Januar 1438    |                                                 |
| Johann IV. von Stecke           | 1438–1452   | 2. September 1454  |                                                 |
| Konrad von Gleichen             | 1452–1474   |                    |                                                 |
| Adam von Eschweiler             | 1474–1476   |                    | Administrator                                   |
| Theodor Hagedorn                | 1476–1484   | 30. August 1484    |                                                 |
| Antonius Grimholt               | 1484–1517   | 13. Juni 1517      |                                                 |
| Johannes von Groningen          | 1517–1540   | 8. Juli 1540       |                                                 |
| Hermann von Holten              | 1540–1572   | 20. Oktober 1572   |                                                 |
| Heinrich Duden                  | 1573–1601   | 5. April 1601      |                                                 |
| Konrad Kloedt                   | 1601–1614   | 6. Juni 1614       |                                                 |
| Hugo Preutaeus                  | 1614–1646   | 24. Juni 1646      |                                                 |
| Heinrich Dücker                 | 1646–1667   | 19. Juni 1667      |                                                 |
| Adolf Borcken                   | 1667–1670   | 4. August 1670     |                                                 |
| Ferdinand von Erwitte           | 1670–1705   | 17. April 1706     |                                                 |
| Coelestin von Geismar           | 1706–1718   | Frühjahr 1718      | 1714–1718 Präsident der Bursfelder Kongregation |
| Theodor Thier                   | 1719–1727   | 4. November 1727   |                                                 |
| Simon von Bischopinck zu Telgte | 1727        | 1727               |                                                 |
| Benedikt von Geismar            | 1727–1757   | 29. August 1757    |                                                 |
| Anselm Sonius                   | 1757–1774   | 28. Oktober 1774   |                                                 |
| Johannes Hellersberg            | 1774–1780   | 26. März 1780      |                                                 |
| Bernhard Bierbaum               | 1780–1798   | 6. März 1798       |                                                 |
| Beda Savels                     | 1798–1802   | 12. August 1828    |                                                 |

## Vögte von Werden
Vögte der Abtei Werden waren nacheinander die Herrscher der Häuser:
Die Grafen von Werl:
- 978–985 Hermann I. von Werl, Graf im Lochtropgau
- 997–1017 Hermann II. von Werl, Graf im Lochtrop-, Leri- und Dreingau
- 1017–1024 Heinrich von Werl
- 1024–1069 Bernhard II. von Werl
- 1069–1092 Konrad II. von Werl-Arnsberg

Die Grafen von Berg (1092–1160; Erbteilung Haus Berg):
- 1092–1160 Adolf II. von Berg (1092 noch minderjährig (Adolfus, qui tunc temporis puer erat); Großneffe von Konrad II. von Werl-Arnsberg über dessen Schwester Ida, Großmutter von Adolf II.)

Die Grafen von Altena (1161–1225; 1225 Einziehung der Isenbergschen Rechte nach dem Mord an Reichsverweser und Erzbischof Engelbert I. von Köln, Graf von Berg):
- 1161–1180 Eberhard I. von Berg-Altena
- 1180–1209 Arnold von Altena
- 1209–1225 Friedrich von Isenberg

Erzbischöfe von Köln (1225–1288; Niederlage bei Worringen)
- 1225–1238 Heinrich I. von Müllenark
- 1238–1261 Konrad I. von Hochstaden
- 1261–1274 Engelbert II. von Falkenburg
- 1275–1288 Siegfried von Westerburg

Die Grafen von der Mark (ab 1288–1609):
- 1288–1308 Eberhard II.
- 1308–1328 Engelbert II.
- 1328–1347 Adolf II.
- 1347–1391 Engelbert III.
- 1391–1394 Adolf III.
- 1394–1398 Dietrich

Grafen von Kleve-Mark (ab 1417 Herzöge von Kleve und Grafen von der Mark, und ab 1445 Herren von Lippstadt als Kondominat mit Edelherren zur Lippe)
- 1398–1448 Adolf IV. (Erbstreit mit Gerhard bis 1437, Vogteirecht: Unklar ob durch ihn oder Gerhard wahrgenommen)
- 1437–1461 Gerhard, Graf von der Mark zu Hamm
- 1448–1481 Johann I. (Folgt 1448 seinem Vater Adolf IV. und erhält 1461 volle Rechte über die Mark zurück. Spätestens ab 1461 dann auch Vogt in Werden)
- 1481–1521 Johann II., der Fromme

Herzöge der Vereinigten Herzogtümer Jülich-Kleve-Berg, Grafen von der Mark und Ravensberg, Herren von Ravenstein und Lippstadt als Kondominat mit Edelherren zur Lippe
- 1511–1539 Johann III., der Friedfertige
- 1539–1592 Wilhelm V., der Reiche (1538–1543 auch Herzog von Geldern)
- 1592–1609 Johann Wilhelm, der Gute (stirbt kinderlos und geistig umnachtet)

Haus Hohenzollern: (ab 1609/1648–1803)
 Kurfürst des HRR, Markgrafen von Brandenburg, Herzöge von Kleve, Grafen von der Mark und Ravensberg, Herren von Lippstadt als Kondominat mit Edelherren zur Lippe 
- 1609–1619 Johann Sigismund
- 1619–1640 Georg Wilhelm
- 1640–1688 Friedrich Wilhelm, genannt der Große Kurfürst

Könige in (ab 1772 von) Preußen, Kurfürsten des HRR, Markgrafen von Brandenburg, Herzöge von Kleve, Grafen von der Mark und Ravensberg, Herren von Lippstadt 
- 1688–1713 Friedrich I. ab 1701 König in Preußen
- 1713–1740 Friedrich Wilhelm I., genannt der Soldatenkönig
- 1740–1786 Friedrich II.  ab 1772 König von Preußen, genannt Friedrich der Große, Friedrich der Einzige oder der Alte Fritz
- 1786–1797 Friedrich Wilhelm II., genannt der dicke Lüderjahn (Bedeutung: „Taugenichts“)
- 1797–1840 Friedrich Wilhelm III., Letzter Vogt, 1803 Säkularisation des Stifts und Eingliederung in Preußen.

## Bildergalerie

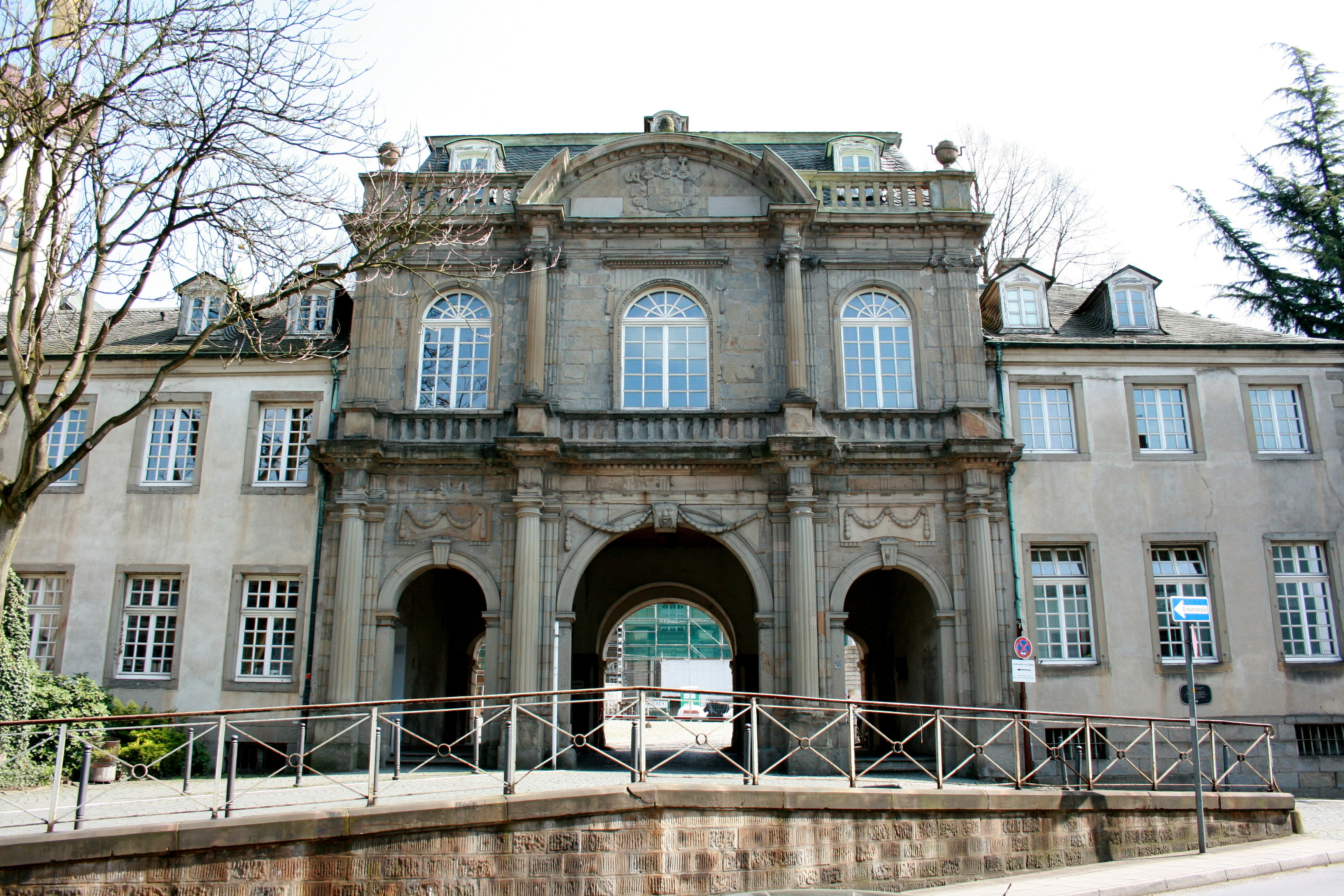
Torhaus der ehem. Abtei, Eingang zum Hof
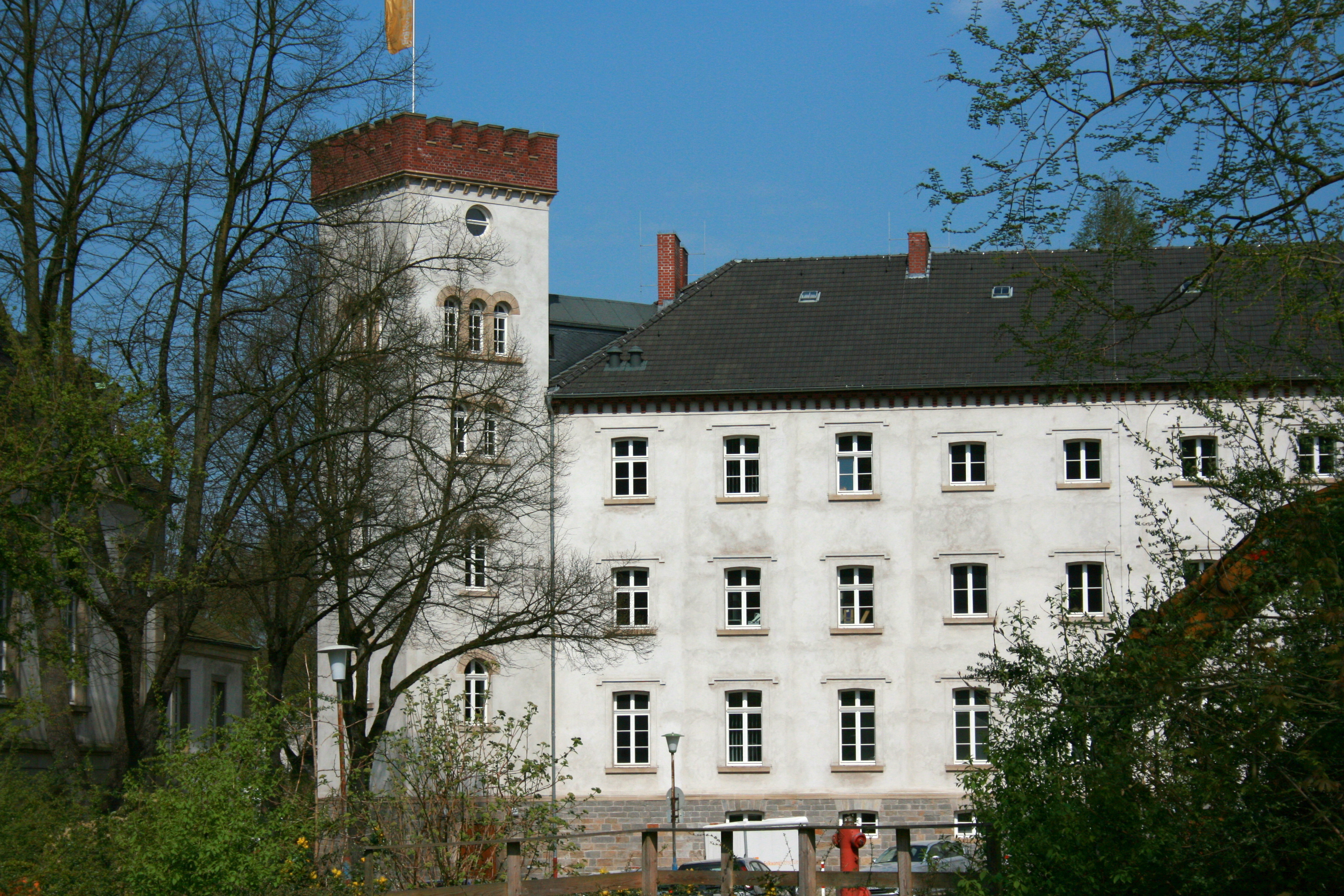
Jetzt zur Folkwang-Universität gehörender sog. Preußenflügel (19. Jh.)
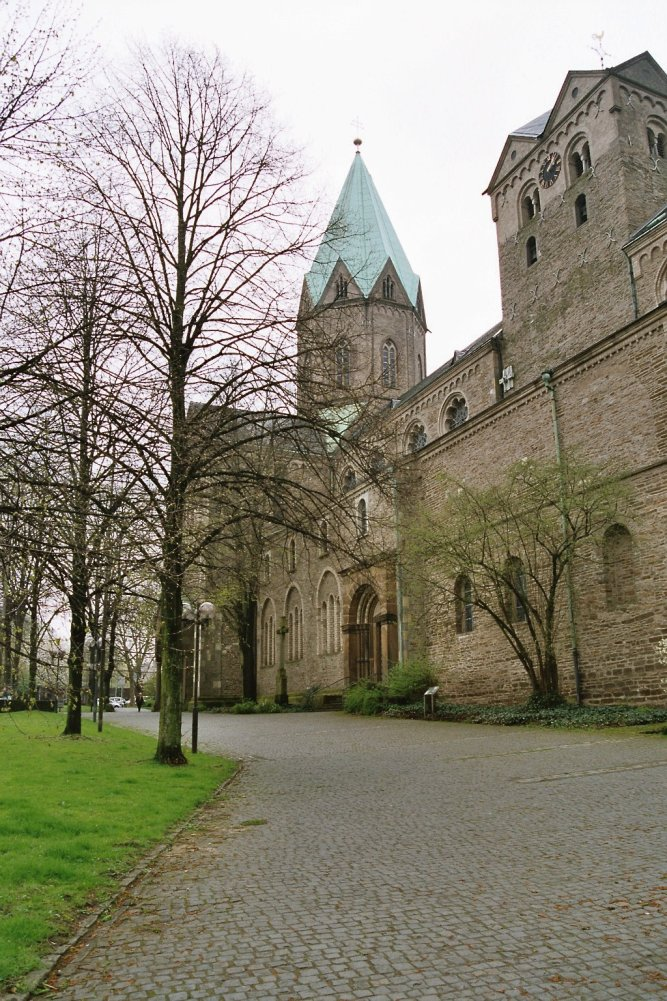
Nordseite der Abteikirche
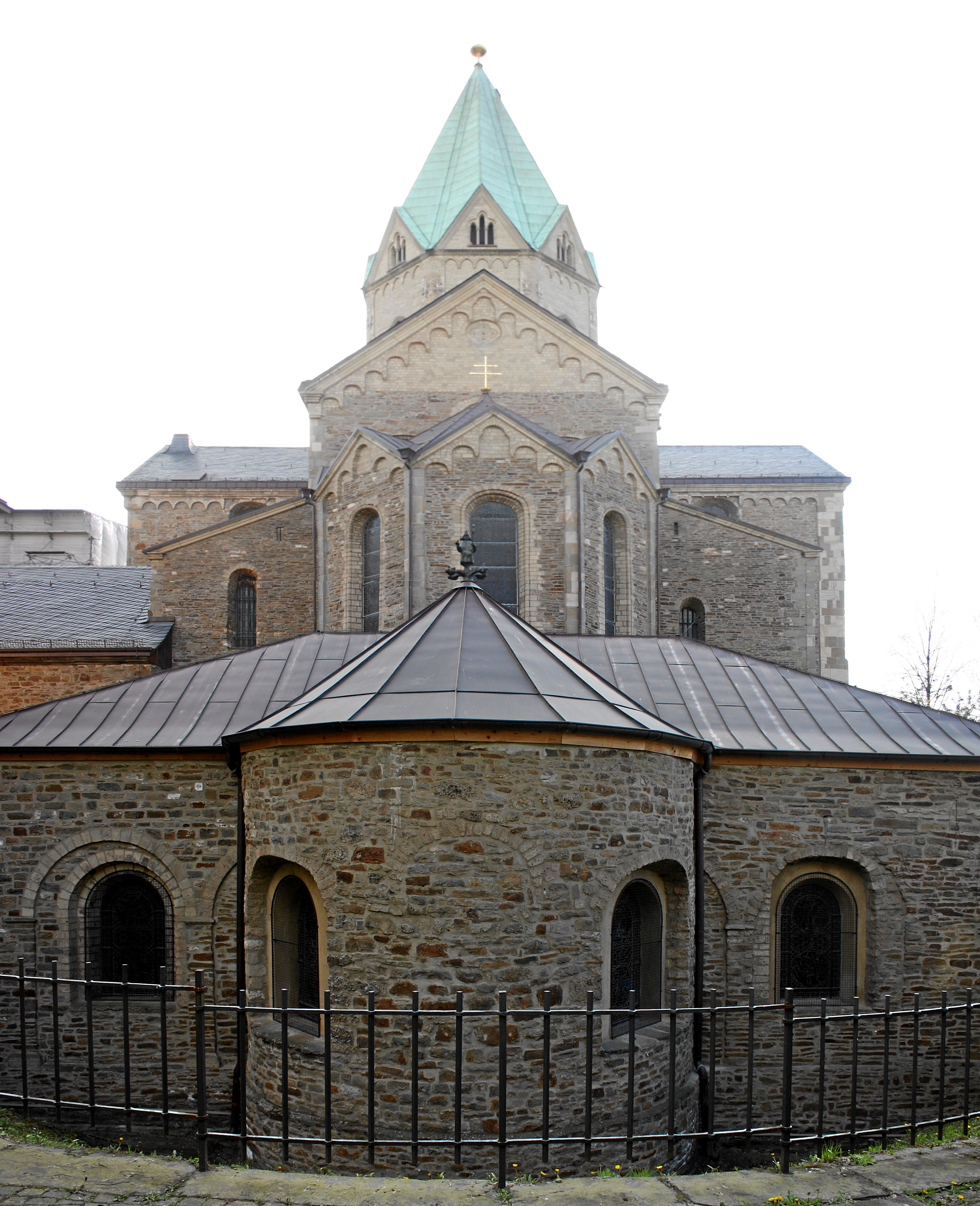
Ansicht von Ost mit der Außenkrypta im Vordergrund
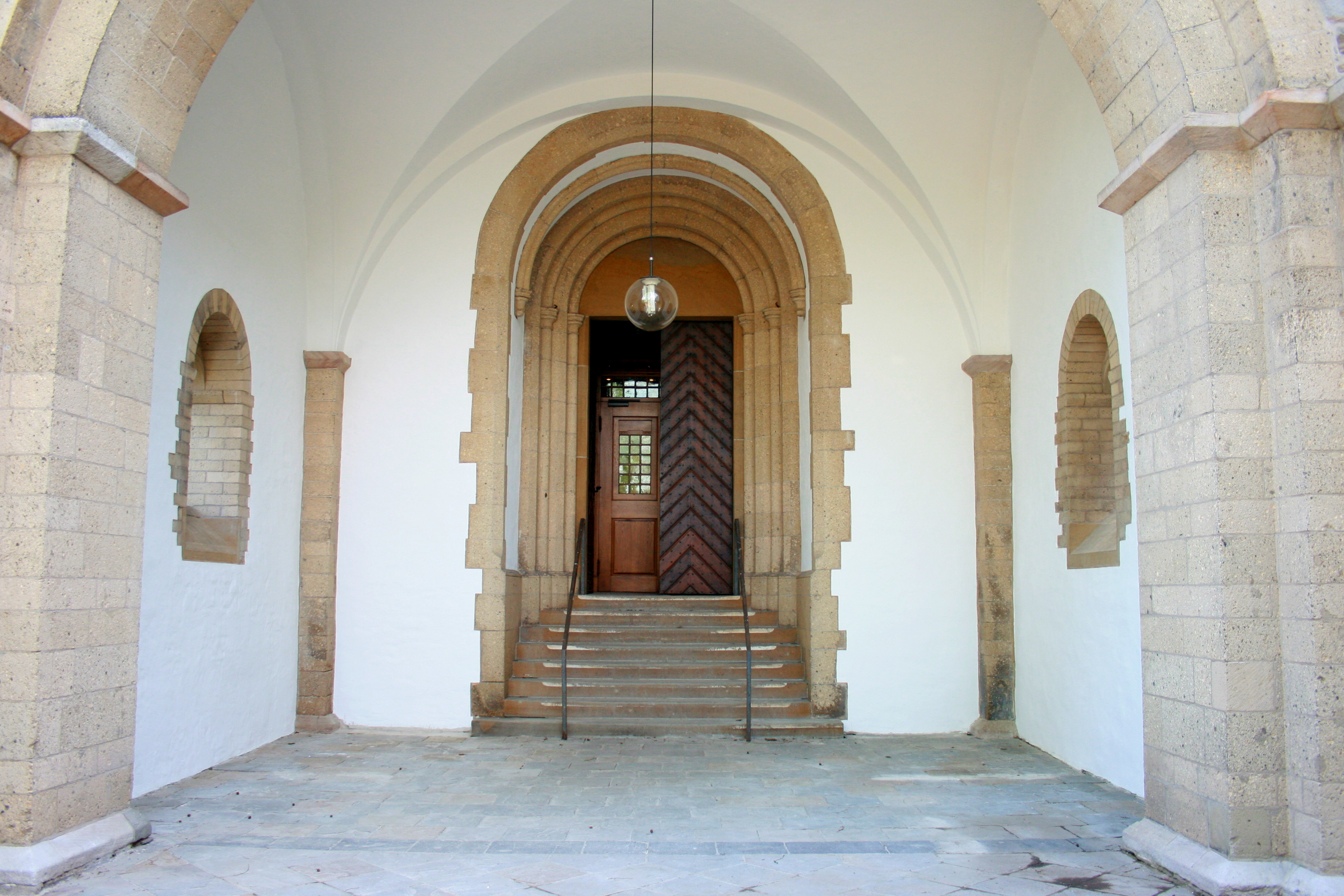
Eingang der Basilika in der Vorhalle
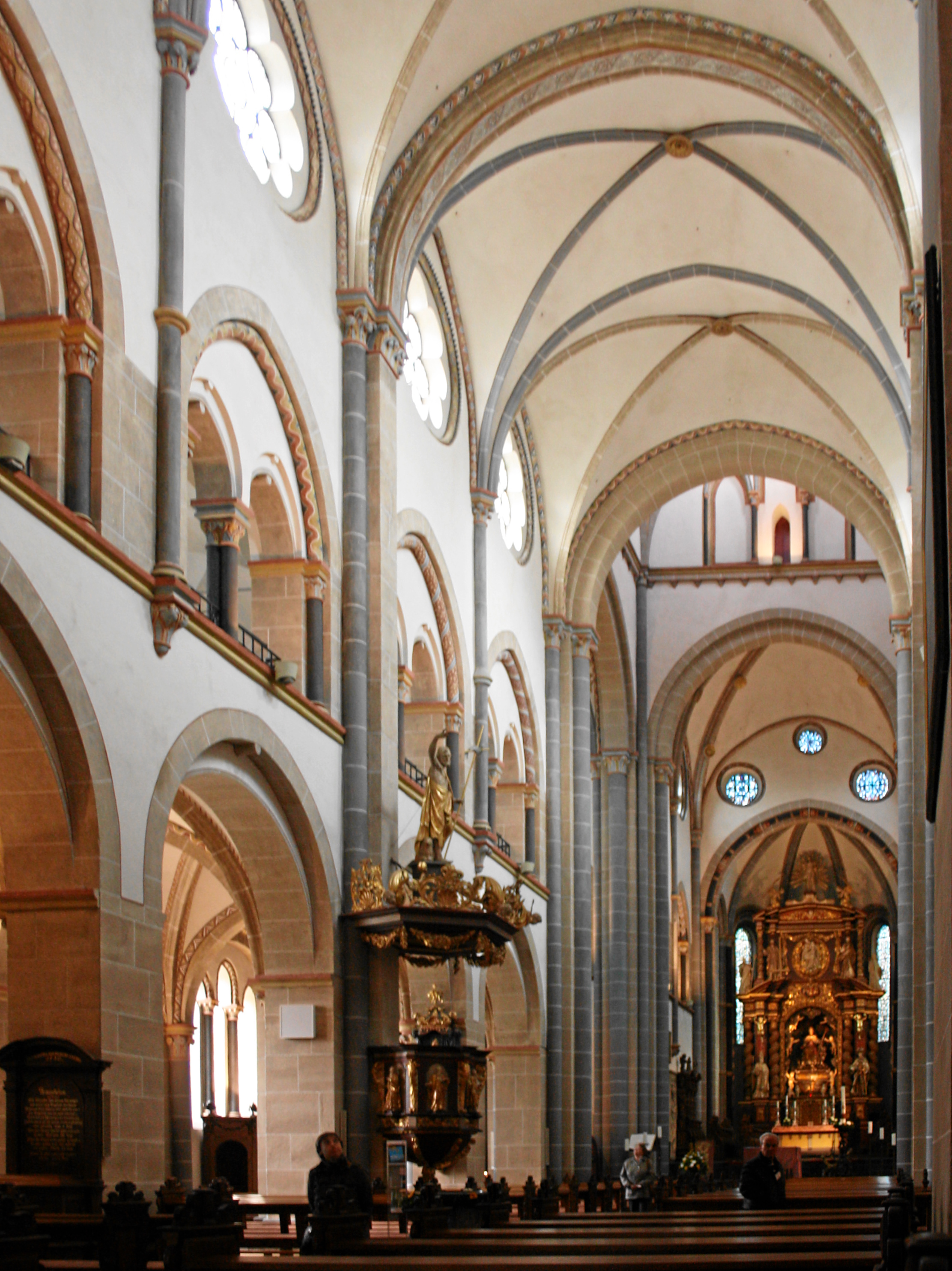
Kirchenschiff, Blick zum Altar
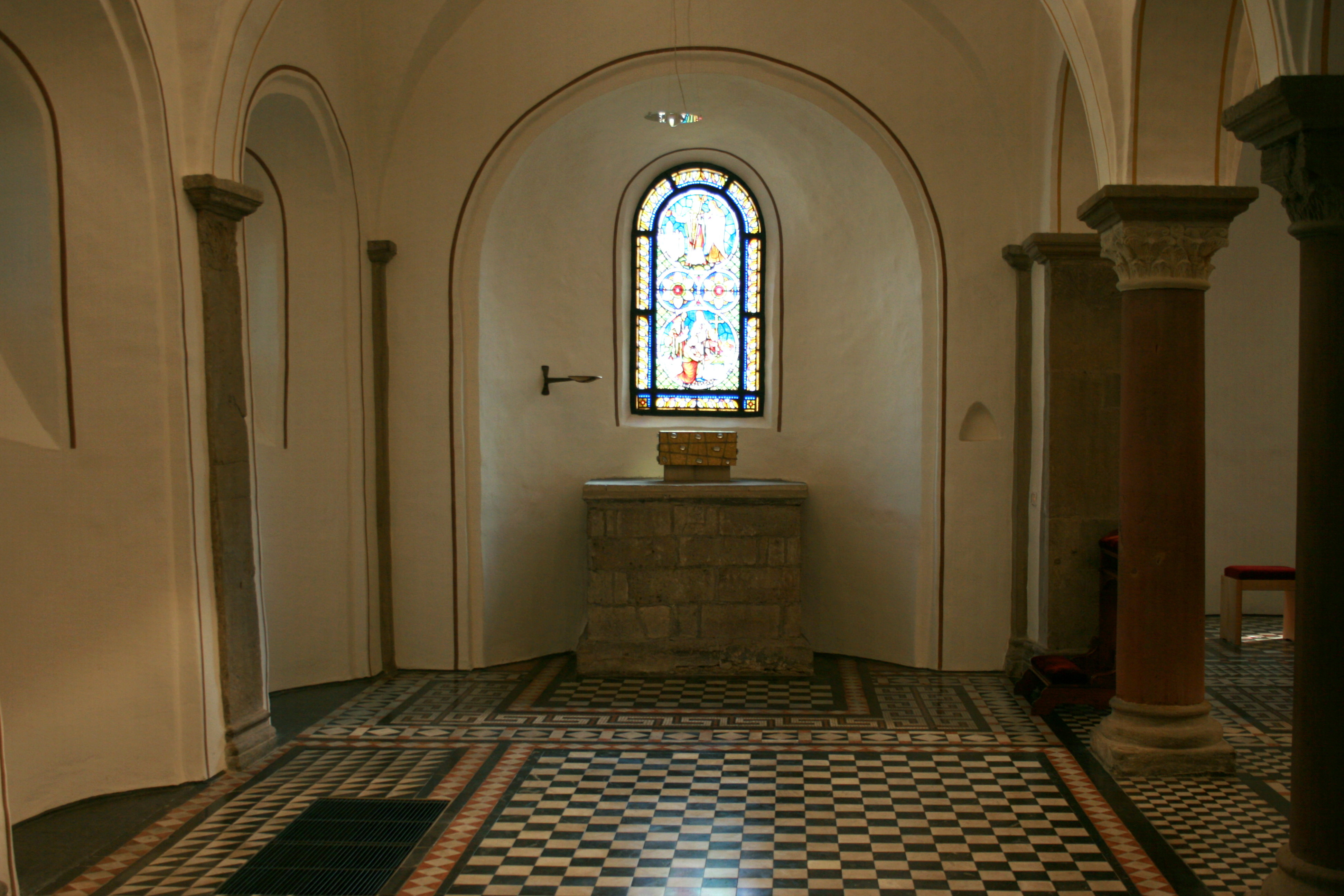
In der Krypta
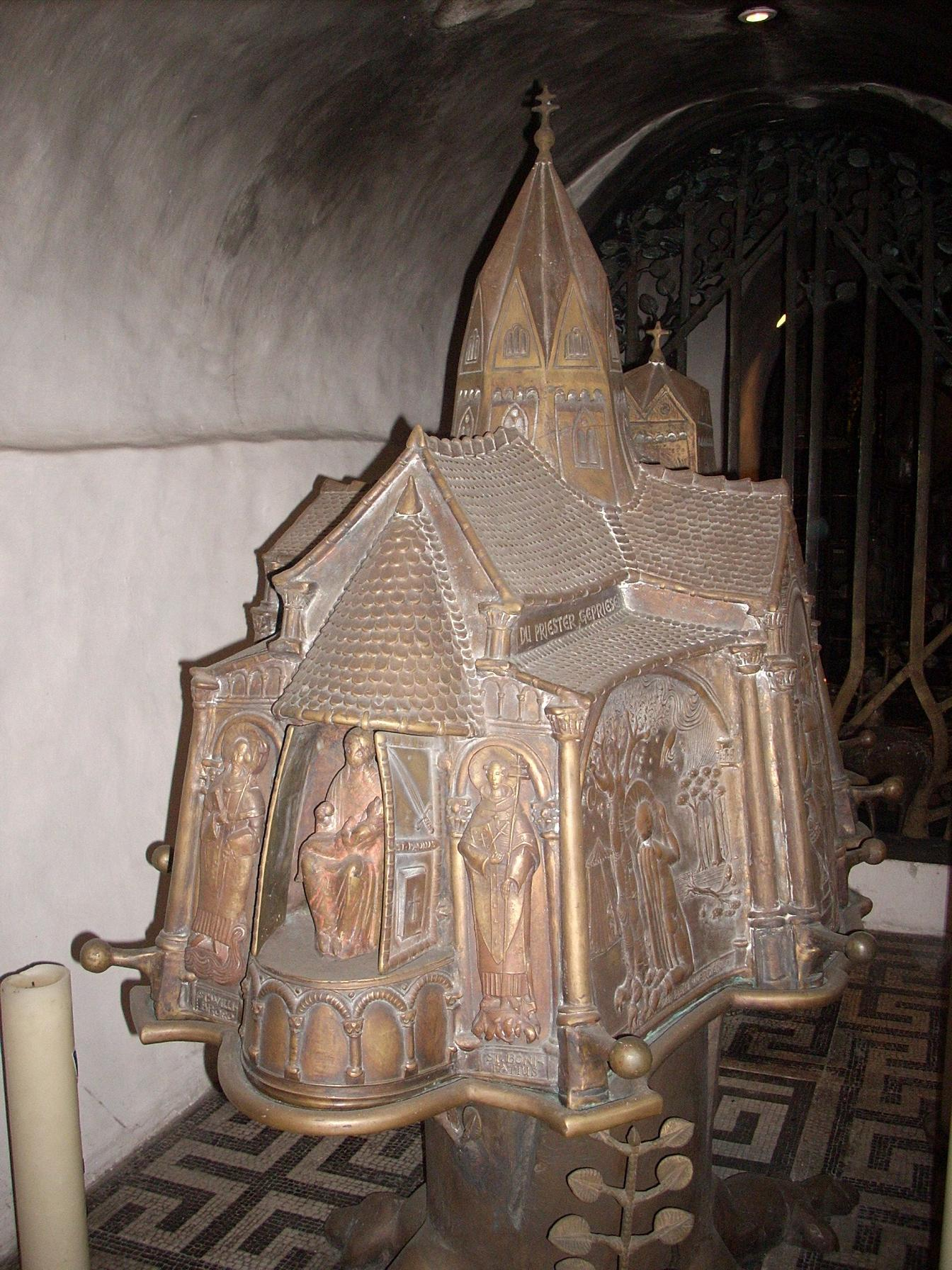
Schrein des hl. Liudger
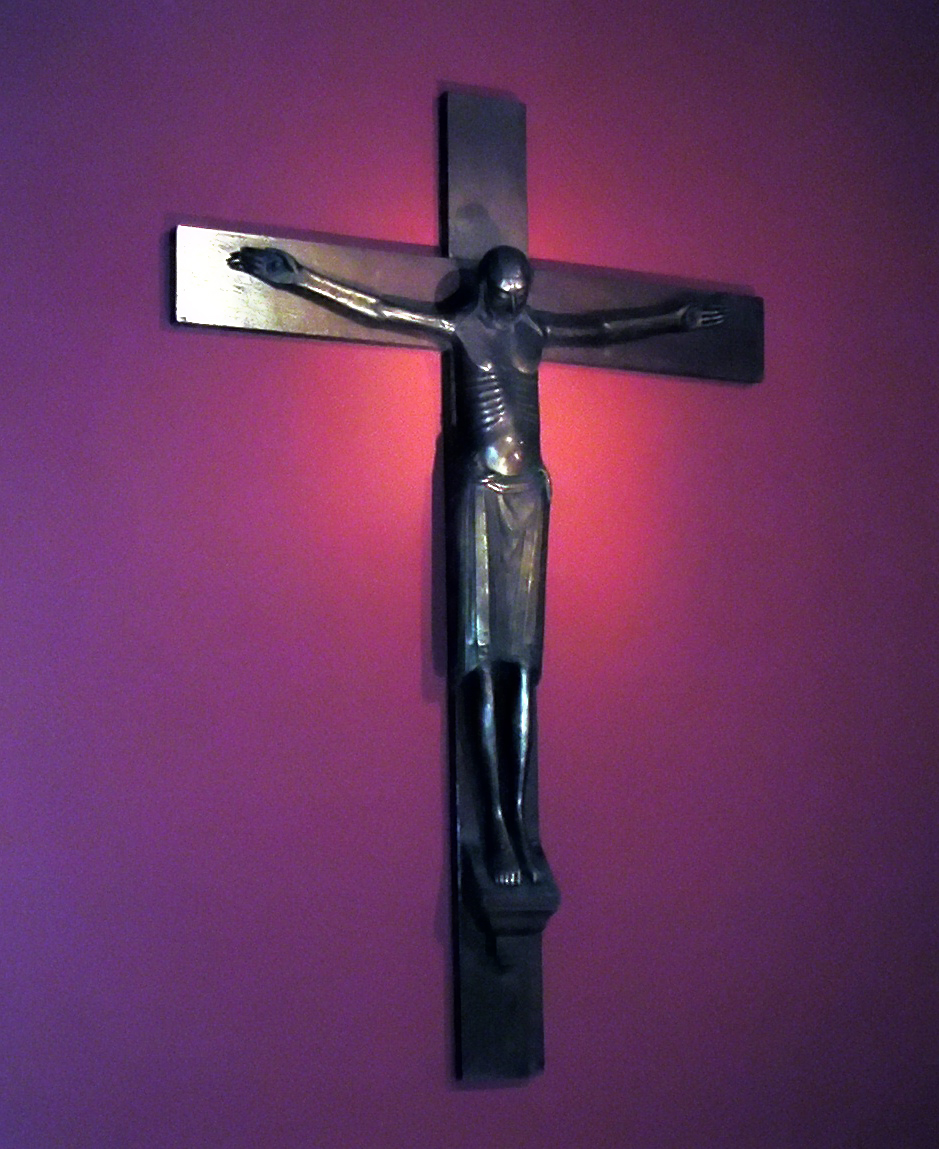
Helmstedter Kreuz der Schatzkammer der Abteikirche Werden, spätottonisch, um 1060